# 火の国フェスタ・くまもと'93
火の国フェスタ・くまもと'93（ひのくにフェスタ くまもと きゅうじゅうさん）は、1993年（平成5年）に熊本県熊本市で開催された地方博覧会。

## 概要
- テーマ： 明日へとつなぐ自然と文化そして産業
- 会場： 熊本県熊本市熊本城一帯（本丸・二の丸・三の丸）
- 会期： 1993年（平成5年）10月1日〜11月14日
- マスコット： 「肥後ごま」

## 入場料金
|        | 大人   | 高校生 | 小・中学生 | 幼児 |
| ------ | ------ | ------ | ---------- | ---- |
| 前売券 | 1500円 | 1000円 | 500円      | 無料 |
| 当日券 | 1700円 | 1200円 | 700円      | 無料 |

## 各会場の概要とパビリオン

### テーマゾーン
- テーマ館
  - 熊本の伝統的玩具「肥後ゴマ」を模した、5つのパビリオンで構成される。
- 肥後よかたい国
  - 館内には樹木を配置し鏡の照明効果によって森に見立て、フィトンチッドの香りで森林浴効果を楽しめる。
  - ウォーターツリー（噴水）を中央に配置し、水の音や鳥のさえずりなどで、不思議の森を演出する。
- 未来都市ギャラリー
  - 21世紀の熊本市の都市像をアニメーションで紹介。
  - 中国の桂林市、アメリカのサンアントニオ市、ドイツのハイデルベルク市といった、熊本市の海外友好都市の町並みの紹介。
- 未来人ギャラリー
  - 館内の中央に迷路を配置し、その壁には「21世紀の夢・絵画展」に寄せられた、子供たちの絵や造形物を展示。
  - 絵描きロボットや、熊本市と海外友好都市の子供たちの大型作品も展示。
- オーロラシアター
  - 大型スクリーンに、オーロラの実写に成功した映像を上映。
- マリンシアター
  - 世界中の海とそこに棲む生物たちを、3D映像で上映。

### 企業ゾーン
- 不思議な水族館
  - 出展：日立造船
  - ドーム型パビリオン。水槽にコンピューターグラフィック映像の不思議な魚が泳いでいる。
- 富士通電脳ランド
  - 出展：富士通
  - マルチメディアパソコンの最新ソフトを紹介し、体験する。
  - メインステージでは、バーチャルリアリティの技術を応用して、過去や未来にタイムトラベルする。
- かっぱーランド
  - 出展：九州電力
  - 「かっぱのQちゃん」が熊本の白川を舞台に繰り広げる冒険ストーリー。大型映像と、舞台のコンパニオン扮する「水の精」による上演。
- 3Dアニメシアター
  - 出展：熊本ファミリー銀行
  - ロボットの「ロボリン」とウサギの少女「ポプリン」が冒険を繰り広げる、近未来を舞台にしたSFアニメーション「ロボリンの大冒険」を、3D映像で上映。
- NTTスペースツアーズ
  - 出展：NTTグループ
  - シミュレーションマシンに乗り、リアルな映像とサウンドシステムによる音響、上下左右の高速アクション演出で異次元空間を体験する。
  - NTTの最新テクノロジーコーナーでは、通信ネットワークを利用した「ISDNビジュアルマジックコーナー」などのアトラクションを体験。
- NEC PCランド・バトルトーナメント
  - 出展：NEC
  - 「PC98マルチコーナー」では、最新機種98マルチ（パソコン）と教育用ソフトで、学びながら遊べる体験。
  - 「PCエンジンコーナー」では、「ストリートファイターII」の対戦型ゲームステージと、「ボンバーマン'94」などのスタンドアローン型（一人用）ゲームを体験する。
- ときめきアドベンチャーワールド（集合館）
  - スペースエイジ鶴屋館（鶴屋百貨店）……宇宙開発事業団の協力で、実物大のロケットエンジンや衛星のミニチュアの展示や、日本人宇宙飛行士の毛利衛の宇宙体験ビデオの放映等を行う。
  - ジャングルマリン館（コカ・コーラ）……館内には、花・象・木の動くバボットによるジャングル世界や海底世界の展示。
  - 不思議大陸KYUSHU館（JR九州）……「不思議大陸『KYUSHU』」ゾーンは、体験シミュレーションでリゾート&ナイトエキスプレス「つばめ」に乗って、九州エリアの旅を体験する。「つばめ」のキャラクター商品のコーナーも。
- わくわく企業館
  - 地元企業14社の見本市。
  - 出展企業:熊本県新素材研究会、有限会社楠葉社、熊本県酪連、合資会社高橋酒造本店、熊本県信用金庫協会、株式会社丸菱、熊本市内郵便局、きゃぴてる、株式会社丸美屋、熊本ガーデンファクトリーパーク、大塚製薬株式会社、株式会社三峰、株式会社キューアル、株式会社東部アルビ

### 時代ゾーン
- 大名屋敷・旧刑部邸
  - 第3代肥後熊本藩主・細川忠利の弟、興孝を祖とする刑部少輔家の300年前の邸宅を復元。
- 城下町
  - 江戸時代の商家や番屋、芝居小屋、やぐら等が立ち並ぶストリート。
  - 熊本の伝統工芸や和食の店、芝居小屋の芝居、南京玉すだれやガマの油売りなどの大道芸、花魁道中や時代行列など。
- よみがえる大恐竜王国
  - 共催：熊本市、熊本日日新聞社、熊本放送
  - 熊本県上益城郡御船町で発見された肉食恐竜「ミフネリュウ」の化石と復元模型の展示をはじめ、恐竜の全身骨格標本や動く恐竜模型、蒸気を吹きだす火山装置など、太古の恐竜世界を再現。

### 自然環境ゾーン
- プレイランド・TKUふれあいユートピア
  - 最新式体感シミュレーションマシンや巨大迷路、おばけ屋敷、ニンジンやナスをかたどった野菜村など。
- コスモス広場
  - お堀を埋め尽くした幾種類ものコスモス群と、秋の花で彩るシンボル大花壇など。

### 物産ゾーン
- ふれあい物産館
  - くまもとコーナー……熊本の特産品や農産物を紹介。週替わりで各地の「村おこし特産品」を特集し、熊本の観光スポットの紹介も。
  - 全国名産コーナー……日本全国の「銘酒」「銘菓」「名産」が大集合。
  - 海外友好都市コーナー……中国・桂林市、アメリカ・サンアントニオ市、ドイツ・ハイデルベルク市の特産品を紹介。
  - 週替わりイベントコーナー……日本全国を5つのブロックに分けて、各地の名産品や特産物を紹介するほか、「くまもと農畜水産物フェア」や「全国みそフェア」も開催。

### 本丸ゾーン
熊本城で開催される各種イベント。
- 天守閣エリア
  - 「永青文庫名品展」を開催。肥後の藩主細川家に伝わる美術品や古文書など、永青文庫のコレクションを特別公開。
- 伝統芸能・文化行事の催しエリア
  - 国の重要文化財・熊本城宇土櫓をバックに、神楽や獅子舞、太鼓、薪能や宗次郎コンサートなどを開催。
- 重要文化財「櫓」エリア
  - 現在城内に残っている12棟の櫓のうち、未公開の8棟を特別公開。櫓の中では、熊本城の古写真、絵図、大名籠、衣装、武器の展示や、能や肥後六花も。

## イベント

### 10月
- オープニングショー（水前寺清子、坂本冬美、香西かおり）（10/1）
- 森の都音楽祭（財津和夫、熊本ユースオーケストラ）（10/2）
- 宗次郎コンサート（10/2）
- 五星戦隊ダイレンジャーショー（10/3）
- RKKりんけんバンドコンサート（10/3）
- 友好都市・桂林市・歌舞・雑技団（10/1〜3）
- 燃えろ！火の国、歌え！情華街（大庭照子、童謡組、郷土芸能団体）（10/8）
- カラオケ王者決定戦（鳥羽一郎、結城愛、美樹克彦）（10/9）
- 大事MANブラザーズバンドコンサート（10/10）
- クレヨンしんちゃんショー（10/11）
- KKT嘉門達夫、鈴木彩子コンサート（10/16）
- 東京ディズニーランド10周年記念・リマウジンツアー（10/17・18）
- おかあさんといっしょ「にこにこぷん」（10/22）
- TKU細川ふみえ・みるくコンサート（10/23）
- C.C.ガールズコンサート（10/24）
- 九州のうた、愛のうた（大庭照子、朝倉まみ）（10/28）
- RKKラジオ小中・高校生のど自慢大会（井上晴美、他）（10/30）
- オリジナルファミリーコンサート「となりのトトロ」（10/31）
- 友好都市・ハイデルベルク市・民舞、他（10/31・11/1）

### 11月
- 忍者コンサート（11/3）
- FMK A・JYOTAコンサート（11/6）
- 特捜ロボジャンパーソンショー（11/13）
- 友好都市・サンアントニオ市・マリアッチ・ケイダンス（11/12〜14）
- 閉会式（11/14）

## 参考資料
- 火の国フェスタくまもと'93公式ガイドブック（火の国フェスタくまもと'93実行委員会編著）
- 火の国フェスタくまもと'93パンフレット各種